# Circaète cendré
Circaetus cinerascens
Espèce
Statut de conservation UICN

 LC  : Préoccupation mineure
Statut CITES
Le Circaète cendré (Circaetus cinerascens) est une espèce d'oiseaux de la famille des Accipitridae. D'après le Congrès ornithologique international, c'est une espèce monotypique.

## Répartition
Cet oiseau en Afrique subsaharienne (rare en Afrique centrale, australe et le long de la côte orientale).

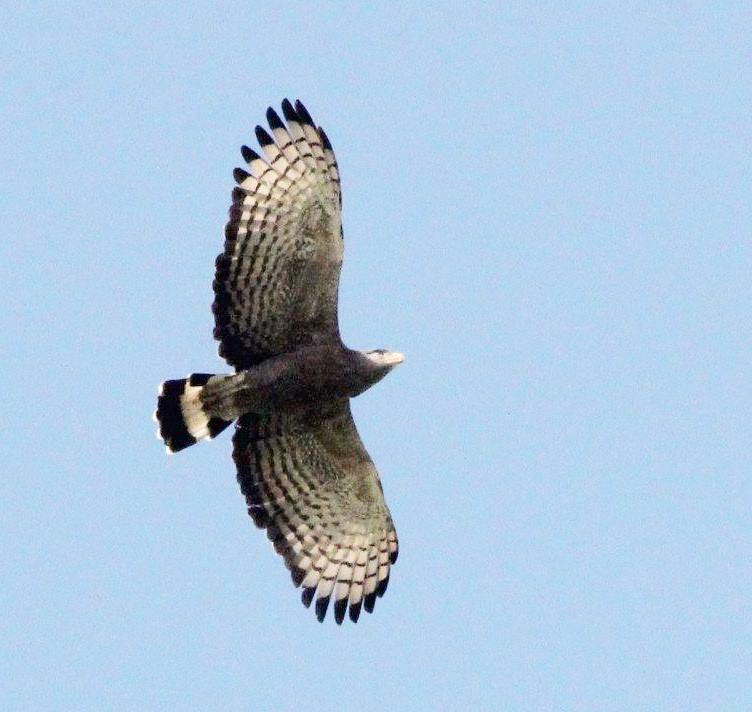
en vol en Angola